# هنري غروس
هنري غروس (بالإنجليزية: Henry Gross)‏ هو مغن مؤلف ومغني أمريكي، ولد في 1 أبريل 1951.

## وصلات خارجية
- الموقع الرسمي
- هنري غروس على موقع IMDb (الإنجليزية)
- هنري غروس على موقع ميوزك برينز (الإنجليزية)
- هنري غروس على موقع أول ميوزيك (الإنجليزية)
- هنري غروس على موقع ديسكوغز (الإنجليزية)